# 호어
호어(Ho語)는 오스트로아시아어족 문다어파에 속하는 언어이다. 호 족에 의해 오디샤, 자르칸드, 비하르, 차티스가르, 서벵골, 아삼 등 동인도 지역에서 사용되는 언어이다. 표기에는 오트 구루 콜 라코 보드라가 만든 고유 문자인 바랑 치티(Warang Citi) 문자가 사용되고 있다. 호어 고유 문자 사용 권고에도 불구하고 데바나가리 문자, 라틴 문자, 오리야 문자로도 종종 표기된다. 인도에서 약 1,077,000여 명이 사용한다. '호'라는 이름은 사람을 뜻하는 고유어 단어 "𑣙𑣉𑣉"에서 온 것이다.

## 음운

### 닿소리
|                |        | 양순음 | 치경음 | 권설음 | 치경구개음/ 경구개음 | 연구개음 | 성문음 |
| -------------- | ------ | ------ | ------ | ------ | -------------------- | -------- | ------ |
| 비음           | 비음   | m      | n      |        | ɲ                    | ŋ        |        |
| 파열음/ 파찰음 | 무성음 | p      | t      | ʈ      | t͡ɕ                   | k        | ʔ      |
| 파열음/ 파찰음 | 유성음 | b      | d      | ɖ      | d͡ʑ                   | ɡ        |        |
| 마찰음         | 마찰음 |        | s      |        |                      |          | h      |
| 유음           | 탄음   |        | ɾ      | ɽ      |                      |          |        |
| 유음           | 설측음 |        | l      |        |                      |          |        |
| 반모음         | 반모음 |        |        |        | j                    | w        |        |

### 홀소리
|        | 전설     | 중설     | 후설     |
| ------ | -------- | -------- | -------- |
| 고모음 | i, iː, ĩ |          | u, uː, ũ |
| 중모음 | e, eː, ẽ |          | o, oː, õ |
| 저모음 |          | a, aː, ã |          |

## 호어 대학과 기관

### 대학
- 란치 대학(자르칸드 란치)[1]
- 콜란 대학(자르칸드 차이바사)

### 칼리지
- 호어 교육 의회(오디샤)[2]
- 호어 +2 Junior College(오디샤)

## 같이 보기
- 인도의 언어
- 인도의 공용어 목록